# M.B
M.B（えむ・びー）は日本の男性イラストレーター。

## 概要
5人兄弟のうちの4番目の子供として千葉県にてクリスチャンの家庭に生まれた。現在は兵庫県在住。二児の父親である。学生時代はソフトテニスに熱中しており中高時代、一貫して続けていた。体調不良で長年続けていたソフトテニスをやめそれがイラストレーターを目指すきっかけになったと語っている。イラストレーターとしてはOrangestarと共同的に作品を手掛けており代表的な作品としてOrangestarの「アスノヨゾラ哨戒班」や「DAYBREAK FRONTLINE」、「未完成エイトビーツ」などがある。名前の「M.B」はThe KillersのMr. Brightsideに由来するもの。